# Orientkaj station
Orientkaj station är en metrostation (tunnelbana) i Köpenhamn, belägen i stadsdelen Nordhavn. 
Stationen är slutstation för linje M4. Den ligger på en högbana utmed kajen och är försedd med glasdörrar mellan perrongen och rälsen. Väggarna är klädda med vita sexkantiga kakelplattor och genom panoramafönstren mot öster har man utsikt över hamnen. Orientkaj, som är metrons nordligaste station, invigdes 28 mars 2020.

## Galleri

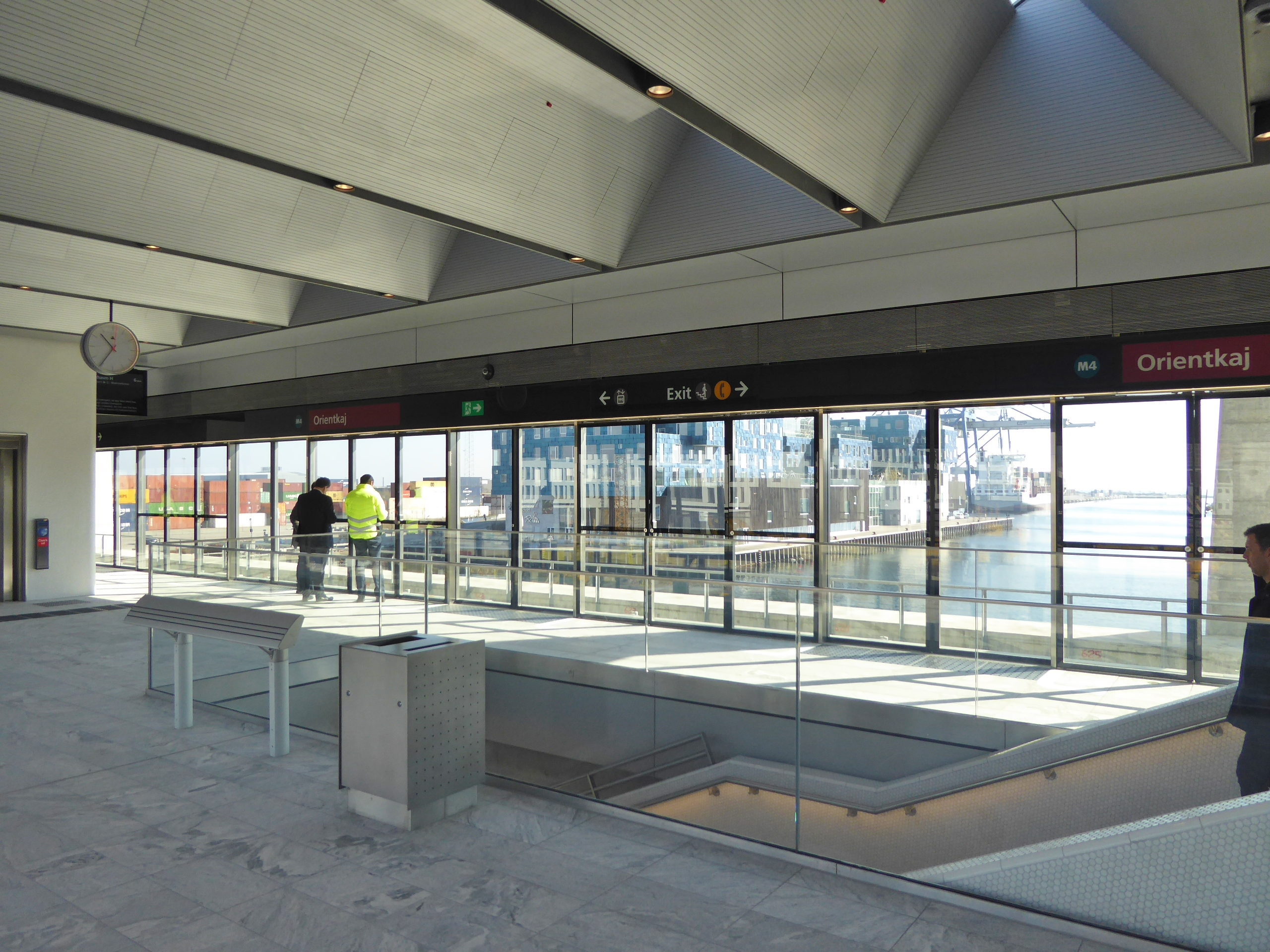
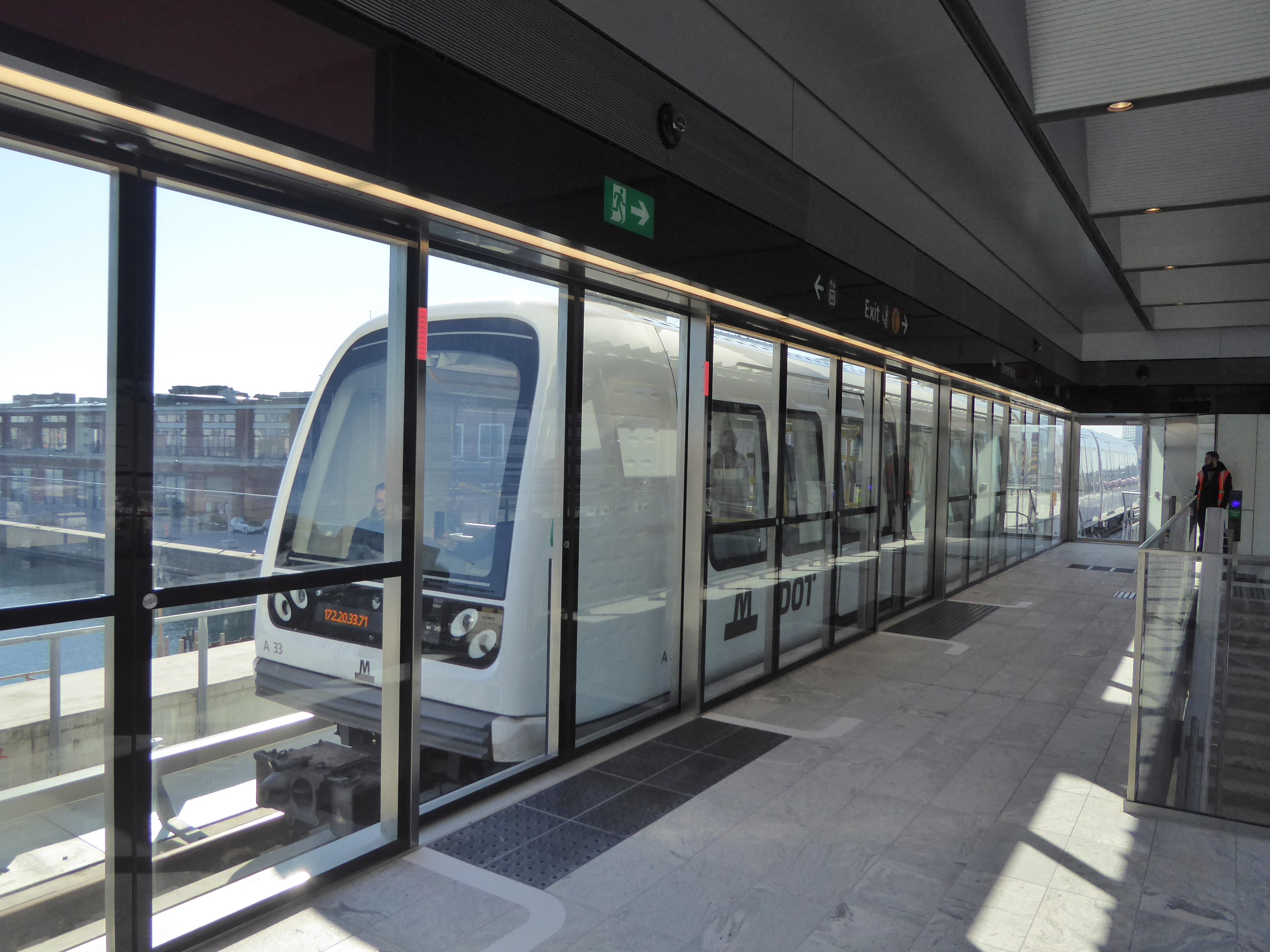